# Exterminad a todos los salvajes (libro)
Exterminad a todos los salvajes (título original: “Utrota varenda jävel”) es una obra híbrida de ensayo, memoria y crónica histórica escrita por el autor sueco Sven Lindqvist, publicada en 1992. El libro aborda el legado del colonialismo europeo en África, el racismo científico del siglo XIX y la genealogía ideológica que condujo a los genocidios del siglo XX, especialmente el Holocausto.
La obra está estructurada como un viaje físico y mental. Lindqvist relata su travesía en camión por el desierto del Sáhara, al mismo tiempo que traza un recorrido por la historia intelectual y política de Europa. Mientras avanza por las rutas coloniales del norte de África, el autor intercala breves capítulos que mezclan reflexiones personales, citas literarias y datos históricos. Uno de los hilos centrales es la lectura crítica de La guerra de las galaxias de H. G. Wells, de donde toma el título del libro: una frase atribuida a uno de los personajes, que representa el pensamiento colonial de su época.
Una parte sustancial del libro se dedica a reconstruir el contexto ideológico del colonialismo, con énfasis en el desarrollo del racismo científico, el darwinismo social y las teorías de jerarquización racial. Lindqvist recopila ejemplos de discursos políticos, escritos científicos y testimonios de exploradores y administradores coloniales que promovieron la expansión imperial europea con base en la supuesta superioridad cultural y biológica de Europa respecto a otras poblaciones.
El autor documenta episodios históricos relacionados con las campañas coloniales en África, incluyendo la conquista del Congo por el Estado Libre del Congo de Bélgica, la represión de poblaciones locales por parte de potencias coloniales como Francia, el Reino Unido y Alemania, y eventos como el levantamiento herero en el África sudoccidental alemana (actual Namibia), donde se aplicaron medidas militares que resultaron en masacres de civiles.
Lindqvist establece paralelismos entre estas acciones coloniales y ciertos mecanismos de represión y exterminio empleados en conflictos del siglo XX. A través de documentos, informes y estudios académicos, examina la evolución de ideas e instituciones que permitieron la sistematización de la violencia en distintos contextos históricos. También analiza la relación entre ideología, tecnología y administración en los procesos coloniales.
Lindqvist sostiene que las atrocidades cometidas en África durante el colonialismo no fueron excepcionales, sino parte integral del proyecto imperial europeo. Denuncia cómo el racismo científico y la creencia en la superioridad de la “raza blanca” justificaron campañas de exterminio, explotación masiva, desplazamientos forzados y violencia sistemática contra pueblos africanos. A través de testimonios, informes coloniales y literatura de la época, muestra cómo muchos de los métodos usados en África anticiparon los utilizados en los campos de concentración nazis.
Uno de los puntos más contundentes del libro es la idea de que el Holocausto no fue una aberración puramente alemana, sino la culminación lógica de una mentalidad imperial que Europa había desarrollado y ensayado en sus colonias. El exterminio de los herero en Namibia por parte del Imperio alemán, por ejemplo, es presentado como un antecedente directo del Holocausto.
Lindqvist también critica la pasividad colectiva ante estas atrocidades, y la forma en que Europa ha negado o minimizado su responsabilidad histórica. Su estilo fragmentado, directo y reflexivo busca impactar al lector, sugiriendo confrontar verdades incómodas sobre el pasado imperial.
Exterminad a todos los salvajes es una crítica al colonialismo, al racismo institucionalizado y a la memoria histórica en el occidente. El libro se ha enmarcado en debates sobre historia, memoria y representación, y ha sido objeto de análisis en estudios poscoloniales.